# Elecciones municipales de Utcubamba de 2010
Las elecciones municipales de Utcubamba de 2010 se llevaron a cabo el 3 de octubre de 2010 para elegir al alcalde y al Concejo Provincial de Utcubamba para el periodo 2011-2014. La elección se celebró simultáneamente con elecciones regionales y municipales (provinciales y distritales) en todo el Perú.
El proceso marcó un hito en la política local debido a la casi desaparición de los partidos políticos nacionales del panorama electoral. La contienda principal estuvo protagonizada por tres figuras destacadas que habían ocupado la alcaldía de Utcubamba en diferentes periodos: Segundo Hernández, alcalde titular y candidato del Movimiento Regional Amazonense Unidos al Campo; Milecio Vallejos, del Movimiento Independiente Surge Amazonas; y José Novoa, de Energía Comunal Amazónica. Además, Manuel Izquierdo, exregidor, se presentó como candidato de la coalición Juntos por Amazonas, que incluía al Partido Popular Cristiano. Vallejos ganó los comicios, convirtiéndose en la persona con más victorias y con más años en el cargo de alcalde de Utcubamba. Por primera vez, ningún partido político nacional logró representación en el concejo provincial, con la ausencia de Acción Popular por primera vez desde 1990.
En el ámbito distrital, el panorama reflejó una fragmentación similar. El Movimiento Independiente Surge Amazonas se posicionó como la fuerza más votada, logrando el control de dos concejos distritales. Energía Comunal Amazónica, como segunda fuerza, obtuvo la alcaldía de Cajaruro, el distrito más poblado. Otros movimientos como la coalición Juntos por Amazonas, Movimiento Regional Amazonense Unidos al Campo y Movimiento Regional Fuerza Amazonense ganaron un distrito cada uno. Por primera vez en la historia, ningún partido político nacional ganó una alcaldía distrital, lo que incluyó la derrota de Acción Popular en El Milagro, distrito que había gobernado de manera ininterrumpida desde 1996.

## Sistema electoral
La Municipalidad Provincial de Utcubamba es el órgano administrativo y de gobierno de la provincia de Utcubamba. Está compuesta por el alcalde y el Concejo Provincial.
La votación del alcalde y el concejo se realiza en base al sufragio universal, que comprende a todos los ciudadanos nacionales mayores de dieciocho años, empadronados y residentes en la provincia de Utcubamba y en pleno goce de sus derechos políticos, así como a los ciudadanos no nacionales residentes y empadronados en la provincia de Utcubamba.
El Concejo Provincial de Utcubamba está compuesto por 11 regidores elegidos por sufragio directo para un período de cuatro (4) años, en forma conjunta con la elección del alcalde (quien lo preside). La votación es por lista cerrada y bloqueada. Se asigna a la lista ganadora los escaños según el método d'Hondt o la mitad más uno, lo que más le favorezca. Es elegido como alcalde el candidato que ocupe el primer lugar de la lista que haya obtenido la más alta votación.

## Composición del Concejo Provincial de Utcubamba
La siguiente tabla muestra la composición del Concejo Provincial de Utcubamba antes de las elecciones.
| Partidos | Partidos                                                            | Regidores |
| -------- | ------------------------------------------------------------------- | --------- |
|          | Movimiento Regional Amazonense Unidos al Campo                      | 7         |
|          | Lista Independiente N° 1 Frente de Integración Vecinal de Utcubamba | 2         |
|          | Energía Comunal Amazónica                                           | 1         |
|          | Acción Popular                                                      | 1         |

## Partidos y candidatos
A continuación se muestra una lista de los principales partidos y alianzas electorales que participaron en las elecciones:
| Candidatura | Candidatura  | Partidos y alianzas | Candidatos | Candidatos                 | Ideología                                                          | Resultado previo | Resultado previo | Ref. |
| Candidatura | Candidatura  | Partidos y alianzas | Candidatos | Candidatos                 | Ideología                                                          | Votos (%)        | Reg.             | Ref. |
| ----------- | ------------ | --- | ---------- | -------------------------- | ------------------------------------------------------------------ | ---------------- | ---------------- | ---- |
|             | MORAUAC      | Lista - Movimiento Regional Amazonense Unidos al Campo (MORAUAC)                                                                                 |            | Segundo Hernández Vásquez  | Regionalismo amazonense                                            | 26.35%           | 7                |      |
|             | ECA          | Lista - Energía Comunal Amazónica (ECA) |            | José Novoa Flores          | Regionalismo amazonense                                            | 16.88%           | 1                |      |
|             | AP           | Lista - Acción Popular (AP) |            | Víctor Feria Puelles       | Humanismo Nacionalismo cívico Reformismo                           | 9.84%            | 1                |      |
|             | APRA         | Lista - Partido Aprista Peruano (APRA) |            | Nixon Heredia Carreazo     | Aprismo                                                            | 7.20%            | 0                |      |
|             | APP          | Lista - Alianza para el Progreso (APP) |            | Teobaldo Ventura Rodríguez | Liberalismo económico Conservadurismo liberal Populismo de derecha | Nuevo            | Nuevo            |      |
|             | PPC–JxA– I6J | Lista - Alianza Electoral Juntos por Amazonas (JxA) – Partido Popular Cristiano (PPC) – Juntos por Amazonas (JxA) – Integración 6 de Junio (I6J) |            | Manuel Izquierdo Alvarado  | Regionalismo amazonense                                            | Nuevo            | Nuevo            |      |
|             | MIRA         | Lista - Movimiento de Integración Regional Amazónico (MIRA)                                                                                      |            | Manuel Leyva Cubas         | Regionalismo amazonense                                            | Nuevo            | Nuevo            |      |
|             | SA           | Lista - Movimiento Independiente Surge Amazonas (SA)                                                                                             |            | Milecio Vallejos Bravo     | Regionalismo amazonense                                            | Nuevo            | Nuevo            |      |
|             | FA           | Lista - Movimiento Regional Fuerza Amazonense (FA)                                                                                               |            | Roberto Vásquez Vilchez    | Regionalismo amazonense                                            | Nuevo            | Nuevo            |      |
|             | UDA          | Lista - Unidad y Democracia de Amazonas (UDA) |            | Segundo Alvarado Castrejón | Regionalismo amazonense                                            | Nuevo            | Nuevo            |      |
|             | DSA          | Lista - Desarrollo Social Amazonense (DSA) |            | Segundo Montalvo Cubas     | Regionalismo amazonense                                            | Nuevo            | Nuevo            |      |

## Resultados

### Sumario general
|                        |                                                          |              |              |              |           |           |
| Partidos y coaliciones | Partidos y coaliciones                                   | Voto popular | Voto popular | Voto popular | Regidores | Regidores |
| Partidos y coaliciones | Partidos y coaliciones                                   | Votos        | %            | +/−          | Total     | +/−       |
|                        | Movimiento Independiente Surge Amazonas (SA)             | 12,537       | 28.01        | Nuevo        | 7         | +7        |
|                        | Energía Comunal Amazónica (ECA)                          | 9,334        | 20.85        | +3.97        | 2         | +1        |
|                        | Movimiento Regional Amazonense Unidos al Campo (MORAUAC) | 6,889        | 15.39        | –10.96       | 1         | –6        |
|                        | Alianza Electoral Juntos por Amazonas (PPC–I6J–JxA)      | 5,868        | 13.11        | n/a          | 1         | +1        |
|                        | Movimiento Regional Fuerza Amazonense (FA)               | 2,275        | 5.08         | Nuevo        | 0         | ±0        |
|                        | Partido Aprista Peruano (APRA)                           | 2,008        | 4.49         | –2.71        | 0         | ±0        |
|                        | Unidad y Democracia de Amazonas (UDA)                    | 1,909        | 4.26         | Nuevo        | 0         | ±0        |
|                        | Movimiento de Integración Regional Amazónico (MIRA)      | 1,715        | 3.83         | Nuevo        | 0         | ±0        |
|                        | Acción Popular (AP)                                      | 1,044        | 2.33         | –7.51        | 0         | –1        |
|                        | Alianza para el Progreso (APP)                           | 849          | 1.90         | Nuevo        | 0         | ±0        |
|                        | Desarrollo Social Amazonense (DSA)                       | 333          | 0.74         | Nuevo        | 0         | ±0        |
|                        |                                                          |              |              |              |           |           |
| Total                  | Total                                                    | 44,761       |              |              | 11        | ±0        |
|                        |                                                          |              |              |              |           |           |
| Votos válidos          | Votos válidos                                            | 44,761       | 85.28        | +1.66        |           |           |
| Votos en blanco        | Votos en blanco                                          | 3,186        | 6.07         | –1.81        |           |           |
| Votos nulos            | Votos nulos                                              | 4,542        | 8.65         | +0.15        |           |           |
| Votos emitidos         | Votos emitidos                                           | 52,489       | 79.94        | –1.10        |           |           |
| Abstenciones           | Abstenciones                                             | 13,171       | 20.06        | +1.10        |           |           |
| Votantes registrados   | Votantes registrados                                     | 65,660       |              |              |           |           |
|                        |                                                          |              |              |              |           |           |
| Fuente:                |                                                          |              |              |              |           |           |

### Concejo Provincial de Utcubamba
| Cargo                            | Autoridad electa           | Partido políticoa | Partido políticoa                              |
| -------------------------------- | -------------------------- | ----------------- | ---------------------------------------------- |
| Alcalde Provincial de Utcubamba  | Milecio Vallejos Bravo     |                   | Movimiento Independiente Surge Amazonas        |
| Regidor Provincial de Utcubamba  | Arístides Huamán Pérez     |                   | Movimiento Independiente Surge Amazonas        |
| Regidora Provincial de Utcubamba | Nirsa Herrera Carranza     |                   | Movimiento Independiente Surge Amazonas        |
| Regidor Provincial de Utcubamba  | Benigno Díaz Irigoín       |                   | Movimiento Independiente Surge Amazonas        |
| Regidor Provincial de Utcubamba  | Víctor Torres Bernal       |                   | Movimiento Independiente Surge Amazonas        |
| Regidor Provincial de Utcubamba  | Isidro Calderón Díaz       |                   | Movimiento Independiente Surge Amazonas        |
| Regidora Provincial de Utcubamba | Zarela Abad Zevallos       |                   | Movimiento Independiente Surge Amazonas        |
| Regidor Provincial de Utcubamba  | Eduard Fernández Centurión |                   | Movimiento Independiente Surge Amazonas        |
| Regidor Provincial de Utcubamba  | Feliberto Fernández Medina |                   | Energía Comunal Amazónica                      |
| Regidor Provincial de Utcubamba  | Marco Marquina Cabanillas  |                   | Energía Comunal Amazónica                      |
| Regidor Provincial de Utcubamba  | Teófilo Rojas Román        |                   | Movimiento Regional Amazonense Unidos al Campo |
| Regidor Provincial de Utcubamba  | Jorge Mera Alarcón         |                   | Alianza Electoral Juntos por Amazonas          |

## Elecciones municipales distritales

### Sumario general
| Partidos y coaliciones | Partidos y coaliciones                                   | Voto popular | Voto popular | Voto popular | Alcaldías | Alcaldías |
| Partidos y coaliciones | Partidos y coaliciones                                   | Votos        | %            | +/−          | Total     | +/−       |
| ---------------------- | -------------------------------------------------------- | ------------ | ------------ | ------------ | --------- | --------- |
|                        | Movimiento Independiente Surge Amazonas (SA)             | 5,339        | 22.63        | Nuevo        | 2         | +2        |
|                        | Energía Comunal Amazónica (ECA)                          | 3,587        | 15.21        | +11.25       | 1         | +1        |
|                        | Alianza Electoral Juntos por Amazonas (PPC–I6J–JxA)      | 3,487        | 14.78        | n/a          | 1         | +1        |
|                        | Movimiento Regional Amazonense Unidos al Campo (MORAUAC) | 2,646        | 11.22        | –5.99        | 1         | +1        |
|                        | Movimiento Regional Fuerza Amazonense (FA)               | 2,437        | 10.33        | Nuevo        | 1         | +1        |
|                        | Partido Aprista Peruano (APRA)                           | 1,956        | 8.29         | –6.15        | 0         | –2        |
|                        | Movimiento de Integración Regional Amazónico (MIRA)      | 1,678        | 7.11         | Nuevo        | 0         | ±0        |
|                        | Acción Popular (AP)                                      | 917          | 3.89         | –6.52        | 0         | –1        |
|                        | Unidad y Democracia de Amazonas (UDA)                    | 839          | 3.56         | Nuevo        | 0         | ±0        |
|                        | Desarrollo Social Amazonense (DSA)                       | 267          | 1.13         | Nuevo        | 0         | ±0        |
|                        | Listas independientes distritales                        | 436          | 1.85         | n/a          | 0         | ±0        |
|                        |                                                          |              |              |              |           |           |
| Total                  | Total                                                    | 23,589       |              |              | 6         | ±0        |
|                        |                                                          |              |              |              |           |           |
| Votos válidos          | Votos válidos                                            | 23,589       | 84.08        | +3.61        |           |           |
| Votos en blanco        | Votos en blanco                                          | 2,539        | 9.05         | –1.38        |           |           |
| Votos nulos            | Votos nulos                                              | 1,927        | 6.87         | –2.24        |           |           |
| Votos emitidos         | Votos emitidos                                           | 28,055       | 80.13        | –1.02        |           |           |
| Abstenciones           | Abstenciones                                             | 6,959        | 19.87        | +1.02        |           |           |
| Votantes registrados   | Votantes registrados                                     | 35,014       |              |              |           |           |
|                        |                                                          |              |              |              |           |           |
| Fuente:                |                                                          |              |              |              |           |           |

### Resultados por distrito
La siguiente tabla enumera el control de los distritos de la provincia de Utcubamba. El cambio de mando de una organización política se resalta del color de ese partido.
| Distrito     | Alcalde(sa) titular   | Partido político | Partido político              | Alcalde(sa) electo(a)      | Partido político | Partido político          |
| ------------ | --------------------- | ---------------- | ----------------------------- | -------------------------- | ---------------- | ------------------------- |
| Cajaruro     | Antero Dueñas Davila  |                  | Frente de Integración Vecinal | Domingo Guerrero Dávila    |                  | Energía Comunal Amazónica |
| Cumba        | Elías Díaz Benavides  |                  | Sí Cumple                     | Juan Marrufo Alcántara     |                  | Juntos por Amazonas       |
| El Milagro   | Eva Larraín Reyes     |                  | Acción Popular                | René Vargas Coronel        |                  | Fuerza Amazonense         |
| Jamalca      | Ricardo Cabrera Bravo |                  | Frente de Integración Vecinal | Sadith Oblitas Yopan       |                  | Surge Amazonas            |
| Lonya Grande | Antonio Aguilar Tapia |                  | Partido Aprista Peruano       | Hidelfonso Guevara Honores |                  | Unidos al Campo           |
| Yamón        | Esteban Pérez Silva   |                  | Partido Aprista Peruano       | Juan Torres Arévalo        |                  | Surge Amazonas            |